# Wiwsianyky (obwód winnicki)
Wiwsianyky (ukr. Вівсяники, hist. pol. Owsianiki) – wieś na Ukrainie, w obwodzie winnickim, w rejonie chmielnickim, w hromadzie Samhorodok. W 2001 liczyła 834 mieszkańców.